# 歐洲鰈
歐洲鰈為輻鰭魚綱鰈形目鰈亞目鰈科的其中一種，分布於歐洲北海海域及半鹹水域，棲息深度0-200公尺，體長可達1公尺，棲息在沙泥底質底層水域、河口區，會進行洄游，夜行性，以軟體動物、多毛類等為食，生活習性不明，為歐洲重要的食用魚，適合各種烹飪方式食用。